# 塩澤未佳子
塩澤 未佳子（しおざわ みかこ、9月25日 - ）は、山梨県内で活躍するラジオパーソナリティ（YBSラジオキャスター）、オンライン話し方教室講師である。山梨県甲斐市出身。武蔵野女子大学卒業。

## 来歴・人物
- 1990年代にYBSラジオ・スコーパーレディー（現・スコーパーキャスター）として出演以来、YBSラジオの番組に出演している。

- 80年代J-POPに造詣が深く、担当する『はみだし しゃべくりラジオ キックス』内コーナー「プレイバック80s」で当時の楽曲がかかる時はゴキゲンに歌っている。また、同局が当時から活躍するアーティストをパーソナリティに招いて特別番組を組む場合は、アシスタントを務めた[3][4][5]。

- 「ワイン県」山梨で仕事をする上で、ワインについて少しでも知識を持って話したいと、ワインエキスパートの資格を取得した[6]。スコーパー時代からの経験もあり、インタビュー・食リポには定評がある[7][8]。

## 出演番組

### ラジオ

#### YBSラジオ
- はみだし しゃべくりラジオ キックス
  - 月曜（梶原しげると：2013-2020年度、櫻井和明と：2021年度）
  - 火曜（プチ鹿島と：2014-2018年度、2022-2023年度、みほとけと：2024年度）
  - 水曜（いしいそうたろうと：2013-2015年度）
  - 金曜（宮川賢と：2013-2014年度、ブルボンヌと：2019年度-2020年度）
- みきことみかこのしあわせチャージRadio（2021年4月 - 2024年3月）

- 歌のない歌謡曲（2022年4月4日 - 2023年9月29日）

- Doing（2019年4月6日 - 2021年3月27日）
- ラヂウス（2009年4月4日 - 2011年3月26日）

- ラララ♪モーニング
  - 水曜日担当　2016年度

- 765morning
  - 2007年3月31日-2011年3月30日
- 765MUX
  - 月・火曜日担当　2006年度
  - 木・金曜日担当　2007-2012年度
- ふぁん☆タメ
  - 金曜日　レポーター　2004年度
- ラジオライトハウス
- 909MusicHourz（アシスタント）[注 2]
  - パーソナリティ：タケカワユキヒデ　2020年10月18日[9]
  - パーソナリティ：まこと(シャ乱Ｑ)　2021年2月27日[10]
  - パーソナリティ：新田恵利(おニャン子クラブ)　2021年5月23日[11]
  - パーソナリティ：相田翔子(Wink)　2021年8月29日[12]
  - パーソナリティ：南野陽子　2021年10月24日[13]
  - パーソナリティ：渡瀬マキ(LINDBERG)　2022年1月30日[14]

### テレビ
- ふるさとお礼の逸品（NNS日本ネットワークサービス、2023年10月）※ナレーション[15] [16]